# 李良汉
李良汉（1912年—2004年），中国人民解放军将领、中国人民解放军开国少将。
曾任第二高级步兵学校政治部副主任。1955年，授予中国人民解放军少将。